# Equipe saudita na Copa Davis
A equipe saudita na Copa Davis representa a Arábia Saudita na Copa Davis, principal competição de tênis masculina por equipes do mundo. É administrada pela Saudi Arabian Tennis Federation.